# Victorio (pel·lícula)
Victorio és una pel·lícula mexicana estrenada en sales de cinema el 6 de maig de 2011. Dirigida per Alex Noppel i Armando Croda. Protagonitzada per Luis Fernando Peña, Irán Castillo i Roberto Sosa.

## Sinopsi
Els carrers no són lloc per als somnis. Victorio ho sap, perquè només coneix el costat cruel de la vida. Ha matat en defensa pròpia, i ara ha de fugir, si vol seguir amb vida. Però en el seu camí es creua amb Gabriela, una noia que igual que ell- fa el necessari per a sobreviure. Junts, intentaran canviar el seu destí, però com aconseguir-lo, en un món on el crim i la violència t'envolten?

## Repartiment
- Luis Fernando Peña - Victorio
- Irán Castillo - Gabriela
- Roberto Sosa - Lulú
- Manuel Ojeda - Raúl
- Carmen Salinas - Petra
- Guillermo Quintanilla - Gregorio

## Recepció
Fou exhibida en la secció oficial de la XXXI edició de la Mostra de València

## Premis
Premi Ariel (2012)
| Categoria                   | Persona       | Resultat |
| --------------------------- | ------------- | -------- |
| Millor Actriu               | Irán Castillo | Nominada |
| Millor Coactuació Masculina | Roberto Sosa  | Nominat  |